# 주미국 몽골 대사관
주미국 몽골 대사관(몽골어: Монгол Улсын Элчин Сайдын Яам Вашингтон хот, 영어: Embassy of Mongolia, Washington, D.C.)은 몽골이 미국의 수도인 워싱턴 D.C.에 설치한 대사관이다. 위치는 미국 워싱턴 D.C. 노스웨스트 M 가도 2833번지에 위치해 있다. 몽골과 미국 양국은 1987년 외교 관계를 전격 수립하였고, 1989년 미국에 몽골 대사관이 개설되었다. 현임 주미 몽골 대사는 하스바자린 베크바트이다.

## 관할 구역
- 주미국 몽골 대사관 관할 지역 : 미국 동부와 역외 영토인 푸에르토리코와 미국령 버진아일랜드 관할
- 주샌프란시스코 몽골 영사관 관할 지역 : 미국 본토 서부 지역과 알래스카주, 하와이주, 그 밖의 역외 영토들 (북마리아나 제도, 괌, 아메리칸사모아 등)

## 같이 보기

### 일반 주제
- 몽골-미국 관계(영어판)
- 주몽골 미국 대사관

### 미국에 설치한 다른 대사관
- 주미국 대한민국 대사관
- 주미국 중국 대사관
- 주미국 일본 대사관
- 주미국 타이베이 경제문화대표처
- 주미국 러시아 대사관